# Europamästerskapet i volleyboll för damer 2013
Europamästerskapet i volleyboll för damer 2013 var det 28:e europamästerskapet för damer och arrangerades 6 september - 14 september 2013 i Tyskland och Schweiz. 
Ryssland vann över Tyskland med 3–1 i finalen och vann sin 18:e titel.

## Arenor
Turneringen spelades vid fem olika arenor: Halle, Dresden, Schwerin och Berlin i Tyskland samt Zürich i Schweiz. Semifinalerna och finalerna spelades i Berlin.
| Grupp A, Finalspel       | Grupp C              | · Halle Dresden Schwerin Berlin Arenornas läge i Tyskland |
| Halle, Tyskland          | Dresden, Tyskland    | · Halle Dresden Schwerin Berlin Arenornas läge i Tyskland |
| Gerry Weber Stadion      | EnergieVerbund Arena | · Halle Dresden Schwerin Berlin Arenornas läge i Tyskland |
| Kapacitet: 11,000        | Kapacitet: 4,000     | · Halle Dresden Schwerin Berlin Arenornas läge i Tyskland |
|                          |                      | · Halle Dresden Schwerin Berlin Arenornas läge i Tyskland |
| Grupp D                  | Semifinal och final  | · Halle Dresden Schwerin Berlin Arenornas läge i Tyskland |
| Schwerin, Tyskland       | Berlin, Tyskland     | · Halle Dresden Schwerin Berlin Arenornas läge i Tyskland |
| Sport- und Kongresshalle | Max-Schmeling-Halle  | · Halle Dresden Schwerin Berlin Arenornas läge i Tyskland |
| Kapacitet: 5,200         | Kapacitet: 11,000    | · Halle Dresden Schwerin Berlin Arenornas läge i Tyskland |
|                          |                      | · Halle Dresden Schwerin Berlin Arenornas läge i Tyskland |
| Grupp B, Finalspel       | Grupp B, Finalspel   | · Zürich Arenans läge i Schweiz                           |
| Zürich, Schweiz          |                      | · Zürich Arenans läge i Schweiz                           |
| Hallenstadion            |                      | · Zürich Arenans läge i Schweiz                           |
| Kapacitet: 11,500        |                      | · Zürich Arenans läge i Schweiz                           |
|                          |                      | · Zürich Arenans läge i Schweiz                           |

## Format
Turneringen bestod av två delar, gruppspel och cupturnering. Den första delen var ett gruppspel med fyra grupp om fyra lag. Alla lag mötte alla övriga lag i sin grupp. De tre bästa i varje grupp gick vidare cupspel, segraren direkt till kvartsfinal, övriga lag till åttondelsfinaler (som alltså bestod av tvåorna och treorna från de olika grupperna). Finalspelet inkluderade en match om tredjepris

## Grupper
| Grupp A       | Grupp B   | Grupp C      | Grupp D   |
| ------------- | --------- | ------------ | --------- |
| Tyskland      | Belgien   | Azerbajdzjan | Bulgarien |
| Nederländerna | Frankrike | Belarus      | Tjeckien  |
| Spanien       | Italien   | Kroatien     | Polen     |
| Turkiet       | Schweiz   | Ryssland     | Serbien   |

## Gruppspel
Lottning hölls 6 oktober 2012 i Zürich, Schweiz.
| (A) | Vidare till kvartsfinal    |
| (a) | Vidare till åttondelsfinal |

- Alla tider är centraleuropeisk tid (UTC+02:00).

### Grupp A
- Arena: Gerry Weber Stadion, Halle, Tyskland

|   |                   | Poäng | Matcher | Matcher | Set | Set | Set   | Poäng | Poäng | Poäng |
| # | Lag               | Poäng | V       | F       | V   | F   | Kvot  | V     | F     | Kvot  |
| - | ----------------- | ----- | ------- | ------- | --- | --- | ----- | ----- | ----- | ----- |
| 1 | Tyskland (A)      | 8     | 3       | 0       | 9   | 2   | 4.500 | 261   | 221   | 1.181 |
| 2 | Turkiet (a)       | 5     | 2       | 1       | 6   | 5   | 1.200 | 258   | 222   | 1.162 |
| 3 | Nederländerna (a) | 5     | 1       | 2       | 7   | 6   | 1.167 | 280   | 273   | 1.026 |
| 4 | Spanien           | 0     | 0       | 3       | 0   | 9   | 0.000 | 142   | 225   | 0.631 |

| Datum | Tid   |               | Resultat |               | Set 1 | Set 2 | Set 3 | Set 4 | Set 5 | Totalt  | Rapport |
| ----- | ----- | ------------- | -------- | ------------- | ----- | ----- | ----- | ----- | ----- | ------- | ------- |
| 6 Sep | 17:00 | Tyskland      | 3–0      | Spanien       | 25–15 | 25–15 | 25–17 |       |       | 75–47   | Report  |
| 6 Sep | 20:00 | Nederländerna | 2–3      | Turkiet       | 15–25 | 16–25 | 29–27 | 26–24 | 12–15 | 98–116  | Report  |
| 7 Sep | 17:00 | Tyskland      | 3–2      | Nederländerna | 27–25 | 20–25 | 22–25 | 25–23 | 15–9  | 109–107 | Report  |
| 7 Sep | 20:00 | Spanien       | 0–3      | Turkiet       | 13–25 | 19–25 | 15–25 |       |       | 47–75   | Report  |
| 8 Sep | 15:00 | Spanien       | 0–3      | Nederländerna | 16–25 | 14–25 | 18–25 |       |       | 48–75   | Report  |
| 8 Sep | 18:00 | Turkiet       | 0–3      | Tyskland      | 19–25 | 23–25 | 25–27 |       |       | 67–77   | Report  |

### Grupp B
- Arena: Hallenstadion, Zürich, Schweiz

|   |               | Poäng | Matcher | Matcher | Set | Set | Set   | Poäng | Poäng | Poäng |
| # | Lag           | Poäng | V       | F       | V   | F   | Kvot  | V     | F     | Kvot  |
| - | ------------- | ----- | ------- | ------- | --- | --- | ----- | ----- | ----- | ----- |
| 1 | Belgien (A)   | 9     | 3       | 0       | 9   | 2   | 4.500 | 270   | 221   | 1.222 |
| 2 | Italien (a)   | 6     | 2       | 1       | 7   | 4   | 1.750 | 253   | 207   | 1.222 |
| 3 | Frankrike (a) | 2     | 1       | 2       | 5   | 8   | 0.625 | 256   | 286   | 0.895 |
| 4 | Schweiz       | 1     | 0       | 3       | 2   | 9   | 0.222 | 191   | 256   | 0.746 |

| Datum | Tid   |           | Resultat |           | Set 1 | Set 2 | Set 3 | Set 4 | Set 5 | Totalt | Rapport |
| ----- | ----- | --------- | -------- | --------- | ----- | ----- | ----- | ----- | ----- | ------ | ------- |
| 6 Sep | 18:00 | Italien   | 3–0      | Schweiz   | 25–13 | 25–11 | 25–13 |       |       | 75–37  | Report  |
| 6 Sep | 20:30 | Frankrike | 1–3      | Belgien   | 25–22 | 19–25 | 17–25 | 17–25 |       | 78–97  | Report  |
| 7 Sep | 15:00 | Italien   | 3–1      | Frankrike | 25–16 | 25–15 | 20–25 | 25–16 |       | 95–72  | Report  |
| 7 Sep | 18:00 | Schweiz   | 0–3      | Belgien   | 21–25 | 16–25 | 23–25 |       |       | 60–75  | Report  |
| 8 Sep | 15:30 | Frankrike | 3–2      | Schweiz   | 17–25 | 25–17 | 24–26 | 25–17 | 15–9  | 106–94 | Report  |
| 8 Sep | 18:30 | Belgien   | 3–1      | Italien   | 22–25 | 25–16 | 26–24 | 25–18 |       | 98–83  | Report  |

### Grupp C
- Arena: EnergieVerbund Arena, Dresden, Tyskland

|   |              | Poäng | Matcher | Matcher | Set | Set | Set   | Poäng | Poäng | Poäng |
| # | Lag          | Poäng | V       | F       | V   | F   | Kvot  | V     | F     | Kvot  |
| - | ------------ | ----- | ------- | ------- | --- | --- | ----- | ----- | ----- | ----- |
| 1 | Ryssland (A) | 9     | 3       | 0       | 9   | 2   | 4.500 | 274   | 228   | 1.202 |
| 2 | Kroatien (a) | 6     | 2       | 1       | 7   | 3   | 2.333 | 242   | 205   | 1.180 |
| 3 | Belarus (a)  | 3     | 1       | 2       | 4   | 7   | 0.571 | 214   | 262   | 0.817 |
| 4 | Azerbajdzjan | 0     | 0       | 3       | 1   | 9   | 0.111 | 210   | 245   | 0.857 |

| Datum | Tid   |              | Resultat |              | Set 1 | Set 2 | Set 3 | Set 4 | Set 5 | Totalt | Rapport |
| ----- | ----- | ------------ | -------- | ------------ | ----- | ----- | ----- | ----- | ----- | ------ | ------- |
| 6 Sep | 17:30 | Azerbajdzjan | 0–3      | Kroatien     | 15–25 | 22–25 | 21–25 |       |       | 58–75  | Report  |
| 6 Sep | 20:30 | Belarus      | 1–3      | Ryssland     | 21–25 | 25–22 | 14–25 | 14–25 |       | 74–97  | Report  |
| 7 Sep | 17:30 | Azerbajdzjan | 1–3      | Belarus      | 23–25 | 20–25 | 25–17 | 22–25 |       | 90–92  | Report  |
| 7 Sep | 20:30 | Kroatien     | 1–3      | Ryssland     | 21–25 | 24–26 | 25–23 | 22–25 |       | 92–99  | Report  |
| 8 Sep | 15:00 | Belarus      | 0–3      | Kroatien     | 19–25 | 10–25 | 19–25 |       |       | 48–75  | Report  |
| 8 Sep | 18:00 | Ryssland     | 3–0      | Azerbajdzjan | 25–16 | 25–20 | 28–26 |       |       | 78–62  | Report  |

### Grupp D
- Arena: Sport- und Kongresshalle, Schwerin, Tyskland

|   |              | Poäng | Matcher | Matcher | Set | Set | Set   | Poäng | Poäng | Poäng |
| # | Lag          | Poäng | V       | F       | V   | F   | Kvot  | V     | F     | Kvot  |
| - | ------------ | ----- | ------- | ------- | --- | --- | ----- | ----- | ----- | ----- |
| 1 | Serbien (A)  | 7     | 2       | 1       | 8   | 4   | 2.000 | 286   | 256   | 1.117 |
| 2 | Tjeckien (a) | 4     | 2       | 1       | 6   | 7   | 0.857 | 289   | 288   | 1.003 |
| 3 | Polen (a)    | 4     | 1       | 2       | 6   | 7   | 0.857 | 281   | 288   | 0.976 |
| 4 | Bulgarien    | 3     | 1       | 2       | 6   | 8   | 0.750 | 290   | 314   | 0.924 |

| Datum | Tid   |           | Resultat |           | Set 1 | Set 2 | Set 3 | Set 4 | Set 5 | Totalt  | Rapport |
| ----- | ----- | --------- | -------- | --------- | ----- | ----- | ----- | ----- | ----- | ------- | ------- |
| 6 Sep | 17:00 | Serbien   | 2–3      | Bulgarien | 25–23 | 25–13 | 22–25 | 28–30 | 13–15 | 113–106 | Report  |
| 6 Sep | 20:00 | Tjeckien  | 3–2      | Polen     | 24–26 | 25–21 | 25–21 | 24–26 | 15–12 | 113–106 | Report  |
| 7 Sep | 17:00 | Serbien   | 3–0      | Tjeckien  | 25–21 | 26–24 | 25–23 |       |       | 76–68   | Report  |
| 7 Sep | 20:00 | Bulgarien | 1–3      | Polen     | 22–25 | 25–18 | 13–25 | 18–25 |       | 78–93   | Report  |
| 8 Sep | 15:00 | Tjeckien  | 3–2      | Bulgarien | 14–25 | 25–20 | 29–31 | 25–19 | 15–11 | 108–106 | Report  |
| 8 Sep | 18:00 | Polen     | 1–3      | Serbien   | 18–25 | 18–25 | 25–22 | 21–25 |       | 82–97   | Report  |

## Slutspel
- Arenor:

Gerry Weber Stadion, Halle, Tyskland
Hallenstadion, Zürich, Schweiz
Max-Schmeling-Halle, Berlin, Tyskland
- Alla tider är centraleuropeisk tid (UTC+02:00).

|  | Åttondelsfinaler      | Åttondelsfinaler      |                       |                       | Kvartsfinaler         | Kvartsfinaler         |                       |                       | Semifinaler          | Semifinaler |  |  | Final | Final |
|  |                       |                       |                       |                       |                       |                       |                       |                       |                      |             |  |  |       |       |
|  |                       |                       |                       |                       | 11 September – Halle  |                       |                       |                       |                      |             |  |  |       |       |
|  | 10 September – Halle  |                       |                       |                       |                       |                       |                       |                       |                      |             |  |  |       |       |
|  | Tyskland              | 3                     |                       |                       |                       |                       |                       |                       |                      |             |  |  |       |       |
|  | Tyskland              | 3                     | Kroatien              | 3                     | 13 September – Berlin | 13 September – Berlin |                       |                       |                      |             |  |  |       |       |
|  |                       | Kroatien              | Kroatien              | 3                     | 13 September – Berlin | 13 September – Berlin | 0                     |                       |                      |             |  |  |       |       |
|  | Nederländerna         | Kroatien              | 2                     |                       | Tyskland              | 3                     | 0                     |                       |                      |             |  |  |       |       |
|  | Nederländerna         | 11 September – Zürich | 2                     |                       | Tyskland              | 3                     |                       |                       |                      |             |  |  |       |       |
|  | 10 September – Zürich | 10 September – Zürich |                       | Belgien               | 2                     |                       |                       |                       |                      |             |  |  |       |       |
|  | 10 September – Zürich | 10 September – Zürich | Belgien               | Belgien               | 2                     | 3                     |                       |                       |                      |             |  |  |       |       |
|  | Tjeckien              | 2                     | Belgien               |                       |                       | 3                     | 14 September – Berlin | 14 September – Berlin |                      |             |  |  |       |       |
|  | Tjeckien              | 2                     |                       | Frankrike             | 2                     |                       | 14 September – Berlin | 14 September – Berlin |                      |             |  |  |       |       |
|  | Frankrike             | 3                     |                       | Frankrike             | 2                     | Tyskland              | 1                     |                       |                      |             |  |  |       |       |
|  | Frankrike             | 3                     | 11 September – Halle  |                       |                       | Tyskland              | 1                     |                       |                      |             |  |  |       |       |
|  | 10 September – Halle  | 10 September – Halle  |                       | Ryssland              | 3                     |                       |                       |                       |                      |             |  |  |       |       |
|  | 10 September – Halle  | 10 September – Halle  | Ryssland              | Ryssland              | 3                     | 3                     |                       |                       |                      |             |  |  |       |       |
|  | Turkiet               | 3                     | Ryssland              | 13 September – Berlin | 13 September – Berlin | 3                     |                       |                       |                      |             |  |  |       |       |
|  | Turkiet               | 3                     |                       | 13 September – Berlin | 13 September – Berlin | Turkiet               | 0                     |                       |                      |             |  |  |       |       |
|  | Belarus               | 0                     |                       | Ryssland              | 3                     | Turkiet               | 0                     | Match om tredje pris  | Match om tredje pris |             |  |  |       |       |
|  | Belarus               | 0                     | 11 September – Zürich | Ryssland              | 3                     |                       |                       | Match om tredje pris  | Match om tredje pris |             |  |  |       |       |
|  | 10 September – Zürich | 10 September – Zürich |                       | Serbien               | 0                     |                       | 14 September – Berlin | 14 September – Berlin |                      |             |  |  |       |       |
|  | 10 September – Zürich | 10 September – Zürich | Serbien               | Serbien               | 0                     | 3                     | 14 September – Berlin | 14 September – Berlin |                      |             |  |  |       |       |
|  | Italien               | 3                     | Serbien               |                       |                       | 3                     | Belgien               | 3                     |                      |             |  |  |       |       |
|  | Italien               | 3                     |                       | Italien               | 0                     |                       | Belgien               | 3                     |                      |             |  |  |       |       |
|  | Polen                 | 0                     |                       | Italien               | 0                     | Serbien               | 2                     |                       |                      |             |  |  |       |       |
|  | Polen                 | 0                     |                       |                       |                       | Serbien               | 2                     |                       |                      |             |  |  |       |       |

### Åttondelsfinaler
| Datum  | Tid   |          | Resultat |               | Set 1 | Set 2 | Set 3 | Set 4 | Set 5 | Totalt | Rapport |
| ------ | ----- | -------- | -------- | ------------- | ----- | ----- | ----- | ----- | ----- | ------ | ------- |
| 10 Sep | 17:00 | Turkiet  | 3–0      | Belarus       | 25–16 | 25–13 | 25–17 |       |       | 75–46  | Report  |
| 10 Sep | 17:30 | Italien  | 3–0      | Polen         | 25–22 | 25–22 | 25–13 |       |       | 75–57  | Report  |
| 10 Sep | 20:00 | Kroatien | 3–2      | Nederländerna | 23–25 | 25–11 | 22–25 | 25–23 | 15–11 | 110–95 | Report  |
| 10 Sep | 20:30 | Tjeckien | 2–3      | Frankrike     | 25–20 | 25–9  | 23–25 | 23–25 | 18–20 | 114–99 | Report  |

### Kvartsfinaler
| Datum  | Tid   |          | Resultat |           | Set 1 | Set 2 | Set 3 | Set 4 | Set 5 | Totalt  | Rapport |
| ------ | ----- | -------- | -------- | --------- | ----- | ----- | ----- | ----- | ----- | ------- | ------- |
| 11 Sep | 17:00 | Ryssland | 3–0      | Turkiet   | 25–20 | 25–23 | 25–19 |       |       | 75–62   | Report  |
| 11 Sep | 17:30 | Belgien  | 3–2      | Frankrike | 22–25 | 25–23 | 21–25 | 25–20 | 15–9  | 108–102 | Report  |
| 11 Sep | 20:00 | Tyskland | 3–0      | Kroatien  | 25–23 | 25–23 | 25–18 |       |       | 75–64   | Report  |
| 11 Sep | 20:30 | Serbien  | 3–0      | Italien   | 25–14 | 28–26 | 25–18 |       |       | 78–58   | Report  |

### Semifinaler
| Datum  | Tid   |          | Resultat |         | Set 1 | Set 2 | Set 3 | Set 4 | Set 5 | Totalt  | Rapport |
| ------ | ----- | -------- | -------- | ------- | ----- | ----- | ----- | ----- | ----- | ------- | ------- |
| 13 Sep | 17:00 | Ryssland | 3–0      | Serbien | 25–23 | 25–19 | 25–12 |       |       | 75–54   | Report  |
| 13 Sep | 20:00 | Tyskland | 3–2      | Belgien | 18–25 | 20–25 | 25–21 | 25–21 | 15–11 | 103–103 | Report  |

### Bronsmatch
| Datum  | Tid   |         | Resultat |         | Set 1 | Set 2 | Set 3 | Set 4 | Set 5 | Totalt  | Rapport |
| ------ | ----- | ------- | -------- | ------- | ----- | ----- | ----- | ----- | ----- | ------- | ------- |
| 14 Sep | 17:00 | Belgien | 3–2      | Serbien | 23–25 | 25–21 | 28–26 | 21–25 | 15–11 | 112–108 | Report  |

### Final
| Datum  | Tid   |          | Resultat |          | Set 1 | Set 2 | Set 3 | Set 4 | Set 5 | Totalt | Rapport |
| ------ | ----- | -------- | -------- | -------- | ----- | ----- | ----- | ----- | ----- | ------ | ------- |
| 14 Sep | 20:00 | Tyskland | 1–3      | Ryssland | 23–25 | 25–23 | 23–25 | 14–25 |       | 85–98  | Report  |

## Placeringar
| \| # \| Lag[2] \| \| -- \| ------------- \| \| 1 \| Ryssland \| \| 2 \| Tyskland \| \| 3 \| Belgien \| \| 4 \| Serbien \| \| 5 \| Kroatien \| \| 6 \| Italien \| \| 7 \| Turkiet \| \| 8 \| Frankrike \| \| 9 \| Nederländerna \| \| 10 \| Tjeckien \| \| 11 \| Polen \| \| 12 \| Belarus \| \| 13 \| Bulgarien \| \| 14 \| Schweiz \| \| 15 \| Azerbajdzjan \| \| 16 \| Spanien \| | Spelare i segrande laget: 3 Daria Isaeva 4 Irina Zaryazhko 5 Aleksandra Pasynkova 6 Anna Matienko 7 Svetlana Kryuchkova (L) 8 Nataliya Obmochaeva 10 Ekaterina Kosianenko 11 Victoriia Chaplina 14 Natalia Dianskaya 15 Tatiana Kosheleva 16 Iuliia Morozova 17 Natalia Malykh 19 Anna Malova (L) 20 Anastasia Shlyakhovaya Förbundskapten: Yuri Marichev |
| # | Lag |
| 1 | Ryssland |
| 2 | Tyskland |
| 3 | Belgien |
| 4 | Serbien |
| 5 | Kroatien |
| 6 | Italien |
| 7 | Turkiet |
| 8 | Frankrike |
| 9 | Nederländerna |
| 10 | Tjeckien |
| 11 | Polen |
| 12 | Belarus |
| 13 | Bulgarien |
| 14 | Schweiz |
| 15 | Azerbajdzjan |
| 16 | Spanien |

## Individuella utmärkelser
- Mest värdefulla spelare:  Tatiana Kosheleva (RUS)[2]
- Bästa poängvinnare:  Lise Van Hecke (BEL)
- Bästa spiker:  Jovana Brakočević (SRB)
- Bästa blockare:  Christiane Fürst (GER)
- Bästa servare:  Margareta Kozuch (GER)
- Bästa passare:  Ekaterina Kosianenko (RUS)
- Bästa mottagare:  Suzana Ćebić (SRB)
- Bästa libero:  Valerie Courtois (BEL)
- Fair Play Award:  Gert Vande Broek (BEL)